# Ejército Noruego
Noruega alcanzó su plena independencia en 1905, y en el primer siglo de su corta vida ya ha servido en dos grandes conflictos, la Guerra Fría y la Guerra contra el Terrorismo. El ejército de Noruega, actualmente opera al norte de Noruega, y en Afganistán, así como también en Europa del Este. El ejército noruego, es la rama más antigua de servicios que este país posee, estableciéndose como una organización militar moderna en 1628. El ejército participó en guerras durante los siglos XVI, XVII, XVIII y XX tanto en Noruega, como en el extranjero.

## Historia
Después de que la Guerra de Kalmar estalló en 1611, el rey danés trató de revivir el leidang voluntario, con terribles resultados. Dado que la población noruega no estaba capacitada para la lucha, no fueron capaces de dar pelea. Algunos soldados desertaron mientras que otros fueron capturados.
Durante la guerra de 1643-45 el ejército noruego tuvo un buen desempeño, caso contrario sucedió con el ejército danés. Como resultado de esto, grandes proporciones de tierra tuvieron que ser cedidas a Suecia. Fue por ello que el Rey danés, contrató mercenarios alemanes para el entrenamiento de sus fuerzas armadas y para las fuerzas armadas noruegas, una decisión que hasta el día de hoy tiene repercusiones.
En el año 2008, el ejército recibió críticas desde el interior de Noruega ya que "solo es capaz de defender a Oslo en caso de sufrir una invasión".

### sigloXIX
Con el estallido de las guerras napoleónicas, Dinamarca, Noruega y Suecia-Finlandia trataron de permanecer fuera del combate, pero la decisión del Rey de Dinamarca Federico IV de armonizar con Napoleón significaba que tenía que llegar las hostilidades a Noruega tarde o temprano. En 1807, Dinamarca-Noruega se declaró formalmente en guerra con Gran Bretaña.
A medida que la era napoleónica llegaba a su fin, los aliados victoriosos decidieron otorgar Noruega a Suecia en 1814. En junio de 1905 el "Storting" se separó de la unión después de 91 años de unión con Suecia.
Pero las celebraciones de la independencia noruega, cesarían pronto, ya que junto con el resto de Europa tuvo que enfrentar a la Primera Guerra Mundial.  Aunque nominalmente, Noruega, era una nación neutral durante en Primera Guerra Mundial, esta estaba en una posición poco envidiable de ser dependiente de las partes en conflicto para su comercio. El carbón de Gran Bretaña era necesario para mantener al país en marcha, y Noruega tenía acuerdo en que cada cargamento de carbón dejando a Gran Bretaña se correspondía con las cargas entrantes noruegas como el mineral de cobre y pescado. Esto atrajo la atención de los submarinos alemanes.